# Камрань
Камра́нь (Кам-Рань, вьет. Cam Ranh) — город в провинции Кханьхоа, имеет статус города провинциального подчинения (вьет. thành phố trực thuộc tỉnh). Расположен на берегу глубоководного залива Камрань, в 45 км от административного центра провинции — Нячанга.

## Описание
Является вторым по величине городом провинции. Расположен на берегу Южно-Китайского моря возле бухты Камрань. Благодаря природным условиям порт Камрани считается одним из лучших глубоководных портов в мире. Международный гражданский аэропорт Камрань. Военная база Камрань. В планах — сделать в Камрани технико-логистический центр, услугами которого смогут пользоваться любые вьетнамские и иностранные суда.

## Административное деление
Уезд Камрань подразделяется на 9 городских кварталов
- Ba Ngòi,
- Cam Lộc,
- Cam Lợi,
- Cam Linh,
- Cam Thuận,
- Cam Phú,
- Cam Phúc Bắc,
- Cam Phúc Nam,
- Cam Nghĩa

и 6 пригородных общин-коммун
- Cam Phước Đông,
- Cam Thịnh Đông
- Cam Thịnh Tây
- Cam Thành Nam
- Cam Lập
- Cam Bình